# Julian Draxler
Julian Draxler (sinh ngày 20 tháng 9 năm 1993) là một cầu thủ bóng đá chuyên nghiệp người Đức hiện đang thi đấu ở vị trí tiền vệ cánh hoặc tiền vệ tấn công cho câu lạc bộ Qatar Stars League Al Ahli.
Draxler có trận đấu đầu tiên tại Bundesliga khi mới 16 tuổi và trở thành cầu thủ trẻ nhất trong lịch sử Schalke từng xuất hiện trên sân cỏ Bundesliga và sau đó là cầu thủ trẻ nhất ghi bàn trong trận chung kết Cúp Quốc gia Đức. Tháng 8 năm 2015, anh chuyển đến VfL Wolfsburg trước khi sang Pháp chơi cho PSG từ tháng 1 năm 2017.
Tháng 5 năm 2012, anh có trận đấu đầu tiên cho đội tuyển Đức và là một trong 23 cầu thủ Đức giành chức vô địch World Cup 2014 tại Brasil.

## Sự nghiệp câu lạc bộ

### Schalke 04
Draxler có trận đấu đầu tiên tại Bundesliga vào ngày 15 tháng 1 năm 2011 trong trận thua 1-0 trước Hamburg, giúp anh trở thành cầu thủ trẻ nhất trong lịch sử Schalke ra sân tại Bundesliga và đứng thứ tư trong danh sách những cầu thủ trẻ nhất có trận đấu đầu tiên tại giải đấu hàng đầu nước Đức. 4 ngày sau, anh có mặt ở đội hình xuất phát trận gặp Hannover 96 và kiến tạo bàn thắng duy nhất của Raúl González. Draxler trở thành cầu thủ trẻ nhất thứ hai trong lịch sử có mặt trong đội hình xuất phát tại Bundesliga.
Ngày 25 tháng 1 năm 2011, Draxler vào sân từ băng ghế dự bị thay cho Peer Kluge tại trận tứ kết Cúp bóng đá Đức (DFB-Pokal) với Nürnberg đã ghi bàn thắng ấn định chiến thắng 3-2 cho Schalke 04 và đây cũng là bàn thắng chính thức đầu tiên của anh cho Schalke. Anh có pha lập công đầu tiên tại Bundesliga vào ngày 1 tháng 4 năm 2011 trong trận đấu với St. Pauli.
Draxler có được một bàn thắng và một pha kiến tạo trong trận thắng 5-0 trước MSV Duisburg tại chung kết Cúp bóng đá Đức 2011. Bàn thắng trong trận đấu này giúp anh trở thành cầu thủ trẻ nhất ghi bàn trong trận chung kết Cúp bóng đá Đức.
Trong mùa giải 2011-12, Draxler góp công lớn giúp Schalke đứng vị trí thứ ba tại Bundesliga với cá nhân anh ra sân 30/34 trận đấu của Schalke. Ngày 25 tháng 9 năm 2012, anh có trận đấu thứ 50 tại Bundesliga trong chiến thắng 3-0 trước FSV Mainz 05 vào lúc 19 tuổi 5 ngày, trở thành cầu thủ trẻ nhất trong lịch sử Bundesliga đạt đến cột mốc trên.
Ở mùa giải 2012-13, Draxler tiếp tục phong độ tốt và đã ghi bàn trong các trận đấu với Greuther Fürth, Werder Bremen, Borussia Mönchengladbach và Hannover 96. Ngày 3 tháng 3 năm 2013, anh lập cú đúp và có một pha kiến tạo trong chiến thắng 4–1 trước Wolfsburg. Một tuần sau đó, Draxler trở thành cầu thủ trẻ nhất của Schalke đạt đến cột mốc 100 trận đấu chính thức cho câu lạc bộ và kỷ niệm thành tích trên với bàn thắng đem về chiến thắng 2-1 cho Shalke trước kình địch Borussia Dortmund. Ngày 3 tháng 5, anh ghi bàn thắng duy nhất của trận đấu trên sân Borussia-Park của Borussia Mönchengladbach. Kết thúc mùa giải 2012-13, anh cùng với tiền đạo Klaas-Jan Huntelaar trở thành những cầu thủ ghi nhiều bàn thắng nhất cho Schalke với 10 bàn và cá nhân anh còn có thêm ba pha kiến tạo.
Tháng 5 năm 2013, Draxler gia hạn hợp đồng với Schalke đến ngày 30 tháng 6 năm 2018. Ngày 2 tháng 10 năm 2013, Draxler ghi bàn thắng duy nhất trong trận đấu với Basel tại vòng bảng UEFA Champions League 2013–14. Trong trận đấu lượt về với Basel cũng là trận đấu cuối cùng vòng bảng, Draxler đã mở tỉ số giúp Schalke giành chiến thắng chung cuộc 2–0 và giành quyền vào vòng loại trực tiếp. Tuy nhiên, mùa bóng 2013-14 không thành công với cá nhân Draxler khi anh chỉ có được 6 bàn thắng sau 38 trận cho Schalke (trong đó có 2 bàn/26 trận tại Bundesliga).
Anh có tổng cộng 119 lần ra sân tại Bundesliga cùng 18 bàn thắng cho Schalke trước khi rời đội bóng này để gia nhập VfL Wolfsburg vào tháng 8 năm 2015.

### VfL Wolfsburg
Ngày 31 tháng 8 năm 2015, Draxler chính thức gia nhập VfL Wolfsburg theo bản hợp đồng có thời hạn 5 năm với phí chuyển nhượng kỷ lục trong lịch sử câu lạc bộ Wolfsburg, ước tính từ 25,5 cho đến 30 triệu £. Ngày 12 tháng 9, anh có trận đấu đầu tiên cho Wolfsburg trong trận hòa 0-0 với FC Ingolstadt 04. Ba ngày sau đó, anh có bàn thắng đầu tiên cho "Bầy sói" để đem về chiến thắng 1-0 trước đội bóng Nga PFC CSKA Moscow tại lượt trận đầu tiên vòng bảng UEFA Champions League 2015-16.
Vào cuối tháng 10, Draxler là người ấn định chiến thắng 2-1 trước Bayer 04 Leverkusen tại vòng 11 Bundesliga. Ngày 17 tháng 2 năm 2016, hai bàn thắng đẳng cấp của Draxler giúp Wolfsburg có được chiến thắng 3-2 tại sân nhà của câu lạc bộ Bỉ Genk tại lượt đi vòng 1/16 Champions League. Trong trận lượt về, anh kiến tạo cho André Schürrle ghi bàn thắng duy nhất của trận đấu để giúp Wolfsburg lần đầu tiên có mặt tại tứ kết Champions League.
Trong mùa giải đầu tiên cho Wolfsburg, anh có 8 bàn thắng và 7 kiến tạo trên mọi mặt trận, trong đó riêng tại Bundesliga là 5 bàn thắng và 5 kiến tạo. Trong nửa đầu mùa giải 2016-17, anh không ghi được bàn thắng nào và chỉ có thêm 2 kiến tạo. Trong thời gian khoác áo Wolfsburg, anh có 5 bàn thắng/34 trận tại Bundesliga.

### Paris Saint-Germain
Ngày 24 tháng 12 năm 2016 trên trang chủ CLB VfL Wolfsburg đã xác nhận Draxler sẽ gia nhập Paris Saint-Germain với bản hợp đồng 4 năm. Thương vụ hoàn tất vào ngày 3 tháng 1 năm 2017. Theo báo chí Pháp, PSG phải trả trước cho Wolfsburg 44 triệu đôla phí chuyển nhượng Draxler, và có thể trả thêm năm triệu đôla nữa tuỳ theo đóng góp của tiền vệ 23 tuổi này trong màu áo mới.
Ngày 7 tháng 1 năm 2017, Draxler có trận ra mắt tại PSG ở Coupe de France đối đầu với SC Bastia trên Sân vận động Công viên các Hoàng tử. Anh đã ghi bàn thắng ấn định chiến thắng 7–0 ở phút thứ 89. Anh có trận ra mắt tại Ligue 1 sau đó 7 ngày và ghi bàn thắng duy nhất trong chiến thắng 1–0 khi làm khách tại Stade Rennais. Ngày 1 tháng 2, anh lập cú đúp cũng trong trận đấu với Rennais để có 4 bàn/5 trận đầu tiên tại đất Pháp.
Ngày 14 tháng 2, Draxler ghi bàn thắng đầu tiên cho PSG tại Champions League trong chiến thắng 4–0 trước Barcelona tại lượt đi vòng 1/16 UEFA Champions League 2016–17. 12 ngày sau đó, anh ghi bàn sau khi vào sân từ băng ghế dự bị trong chiến thắng 5-1 trước Olympique de Marseille trên Sân vận động Vélodrome. Ngày 19 tháng 3, anh ghi bàn giúp PSG lội ngược dòng đánh bại Olympique Lyonnais 2-1.
Ngày 1 tháng 4, Draxler ghi bàn mở tỉ số trong chiến thắng 4-1 của PSG trước 4–1 AS Monaco trong trận chung kết Coupe de la Ligue 2017, danh hiệu đầu tiên của anh trên đất Pháp.

## Sự nghiệp đội tuyển quốc gia

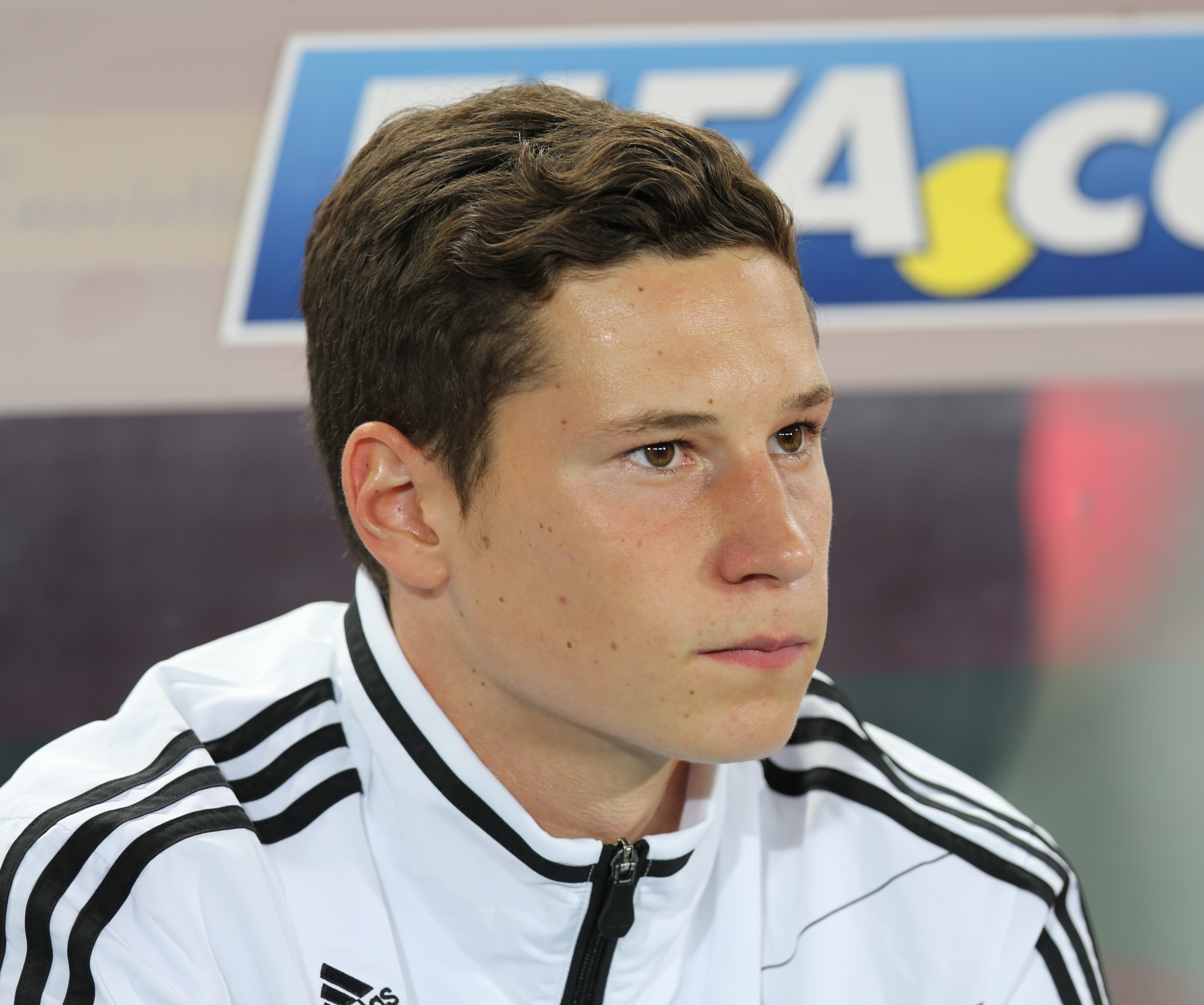
Draxler trên băng ghế dự bị trong một trận đấu của đội tuyển Đức vào năm 2012

Ngày 9 tháng 8 năm 2011, Draxler ghi bàn trong trận đấu đầu tiên khoác áo đội tuyển U-21 Đức trong chiến thắng 4-1 trước U-21 Cộng hòa Síp tại vòng loại Giải vô địch bóng đá U-21 châu Âu 2013.
Ngày 7 tháng 5 năm 2012, dù chưa thi đấu trận nào cho đội tuyển Đức nhưng anh vẫn được triệu tập váo đội hình sơ bộ của đội tuyển nước này tham dự Euro 2012 nhưng sau cùng đã bị loại khỏi đội hình chính thức. Ngày 26 tháng 5 năm 2012, Draxler có trận đấu đầu tiên cho đội tuyển Đức trong trận thua 5-3 trước Thụy Sĩ. Bàn thằng quốc tế đầu tiên của anh là trong trận giao hữu thắng đội tuyển Mỹ 4-3.
Tháng 6 năm 2014, anh có tên trong danh sách chính thức 23 cầu thủ Đức tham dự World Cup 2014 tại Brasil. Tại giải đấu này, anh có được cơ hội góp mặt trong trận bán kết thắng chủ nhà Brasil 7-1 ở phút 76 thay cho Sami Khedira. Chung cuộc đội tuyển giành chức vô địch lần thứ tư sau khi vượt qua Argentina ở trận chung kết.

### Euro 2016
Draxler được triệu tập vào đội hình đội tuyển Đức tham dự Euro 2016 tại Pháp. Tại vòng đấu bảng, anh được ra sân trong hai trận gặp Ukraine và Ba Lan. Đến trận đấu vòng 1/16 với Slovakia, anh ghi được một bàn thắng và có một pha kiến tạo, giúp Đức giành chiến thắng 3-1, trở thành cầu thủ xuất sắc nhất trận đấu do UEFA chọn.

### Confederations Cup 2017
Trong trận mở màn Cúp Liên đoàn các châu lục 2017 của đội tuyển Đức gặp Úc, anh mang băng đội trưởng và góp một bàn trong chiến thắng 3-2, giành danh hiệu “Cầu thủ xuất sắc nhất” ở trận này. Trong trận đấu cuối cùng của vòng bảng gặp Cameroon, Draxler đánh gót tinh tế cho Kerem Demirbay sút xa ghi bàn mở tỉ số. Chung cuộc Đức thắng 3-1 và giành vị trí đầu bảng. Đội tuyển Đức chính thức lên ngôi tại giải đấu này sau chiến thắng 1-0 trong trận chung kết trước Chile và cá nhân Draxler được bình chọn là Cầu thủ xuất sắc nhất giải đấu.

### World Cup 2018
Anh tiếp tục có tên trong danh sách 23 cầu thủ tham dự World Cup 2018 tại Nga. Tuy nhiên đội tuyển Đức đã trở thành nhà cựu vô địch sau khi thất bại trước Hàn Quốc với tỉ số 0-2 ở lượt trận cuối vòng bảng.

## Phong cách thi đấu
Draxler là cầu thủ thuận cả hai chân và luôn thể hiện được tốc độ cũng như sức mạnh trong các pha bóng mặt đối mặt. Vị trí anh thường thi đấu là tiền vệ cánh trái nhưng anh vẫn có thể đá ở cánh phải và cả tiền vệ tấn công. Ở đội trẻ Schalke, vị trí ưa thích của Draxler là tiền vệ tấn công. Tại Cúp Liên đoàn các châu lục 2017, anh được cho thi đấu ở vị trí tự do trên hàng tiền vệ.
Draxler còn là cầu thủ sở hữu những cú sút có lực mạnh và đáng kinh ngạc. Anh cũng được đánh giá cao ở nhãn quan chiến thuật để chuyền bóng và chạy chỗ thông minh.

## Thống kê sự nghiệp

### Câu lạc bộ
Tính đến 2 tháng 10 năm 2020
| Câu lạc bộ          | Mùa giải            | Giải đấu            | Giải đấu | Giải đấu | Cúp quốc gia1 | Cúp quốc gia1 | Cúp liên đoàn2 | Cúp liên đoàn2 | Châu lục3 | Châu lục3 | Khác4 | Khác4 | Tổng cộng | Tổng cộng |
| Câu lạc bộ          | Mùa giải            | Giải đấu            | Trận     | Bàn      | Trận          | Bàn           | Trận           | Bàn            | Trận      | Bàn       | Trận  | Bàn   | Trận      | Bàn       |
| ------------------- | ------------------- | ------------------- | -------- | -------- | ------------- | ------------- | -------------- | -------------- | --------- | --------- | ----- | ----- | --------- | --------- |
| Schalke 04          | 2010–11             | Bundesliga          | 15       | 1        | 3             | 2             | —              | —              | 6         | 0         | —     | —     | 24        | 3         |
| Schalke 04          | 2011–12             | Bundesliga          | 30       | 2        | 2             | 1             | —              | —              | 13        | 2         | 1     | 0     | 46        | 5         |
| Schalke 04          | 2012–13             | Bundesliga          | 30       | 10       | 3             | 2             | —              | —              | 6         | 1         | —     | —     | 39        | 13        |
| Schalke 04          | 2013–14             | Bundesliga          | 26       | 2        | 2             | 0             | —              | —              | 10        | 4         | —     | —     | 38        | 6         |
| Schalke 04          | 2014–15             | Bundesliga          | 15       | 2        | 1             | 0             | —              | —              | 3         | 0         | —     | —     | 19        | 2         |
| Schalke 04          | 2015–16             | Bundesliga          | 3        | 1        | 1             | 0             | —              | —              | 0         | 0         | —     | —     | 4         | 1         |
| Schalke 04          | Tổng cộng           | Tổng cộng           | 119      | 18       | 12            | 5             | —              | —              | 38        | 7         | 1     | 0     | 170       | 30        |
| VfL Wolfsburg       | 2015–16             | Bundesliga          | 21       | 5        | 1             | 0             | —              | —              | 9         | 3         | 0     | 0     | 31        | 8         |
| VfL Wolfsburg       | 2016–17             | Bundesliga          | 13       | 0        | 1             | 0             | —              | —              | —         | —         | —     | —     | 14        | 0         |
| VfL Wolfsburg       | Tổng cộng           | Tổng cộng           | 34       | 5        | 2             | 0             | —              | —              | 9         | 3         | 0     | 0     | 45        | 8         |
| Paris Saint-Germain | 2016–17             | Ligue 1             | 17       | 4        | 5             | 4             | 1              | 1              | 2         | 1         | —     | —     | 25        | 10        |
| Paris Saint-Germain | 2017–18             | Ligue 1             | 30       | 4        | 6             | 0             | 3              | 1              | 8         | 0         | 0     | 0     | 47        | 5         |
| Paris Saint-Germain | 2018–19             | Ligue 1             | 22       | 3        | 5             | 2             | 2              | 0              | 7         | 0         | 0     | 0     | 36        | 5         |
| Paris Saint-Germain | 2019–20             | Ligue 1             | 11       | 0        | 4             | 0             | 2              | 0              | 5         | 0         | 0     | 0     | 22        | 0         |
| Paris Saint-Germain | 2020–21             | Ligue 1             | 5        | 2        | 0             | 0             | —              | —              | 0         | 0         | 0     | 0     | 5         | 2         |
| Paris Saint-Germain | Tổng cộng           | Tổng cộng           | 94       | 13       | 21            | 6             | 8              | 2              | 22        | 1         | 0     | 0     | 145       | 22        |
| Tổng cộng sự nghiệp | Tổng cộng sự nghiệp | Tổng cộng sự nghiệp | 247      | 36       | 35            | 11            | 8              | 2              | 69        | 11        | 1     | 0     | 360       | 60        |

- 1.^ Bao gồm DFB-Pokal.
- 2.^ Bao gồm UEFA Champions League và UEFA Europa League.
- 3.^ Bao gồm Siêu cúp Đức.

### Đội tuyển quốc gia
| Đội tuyển quốc gia                 | Năm       | App. | Bàn |
| ---------------------------------- | --------- | ---- | --- |
| Đức                                |           |      |     |
| 2012                               | 3         | 0    |     |
| 2013                               | 7         | 1    |     |
| 2014                               | 5         | 0    |     |
| 2015                               | 1         | 0    |     |
| 2016                               | 11        | 2    |     |
| 2017                               | 13        | 3    |     |
| 2018                               | 9         | 0    |     |
| 2019                               | 2         | 0    |     |
| 2020                               | 5         | 1    |     |
| Tổng cộng                          | Tổng cộng | 56   | 7   |
| Tính đến ngày 13 tháng 10 năm 2020 |           |      |     |

#### Bàn thắng cho đội tuyển quốc gia
Bàn thắng và tỉ số của đội tuyển Đức được để trước.
| #  | Ngày                 | Địa điểm                                              | Đối thủ     | Bàn thắng | Kết quả | Giải đấu                 |
| -- | -------------------- | ----------------------------------------------------- | ----------- | --------- | ------- | ------------------------ |
| 1. | 2 tháng 6 năm 2013   | Sân vận động Tưởng niệm RFK, Washington, D.C., Hoa Kỳ | Hoa Kỳ      | 3–4       | 3–4     | Giao hữu                 |
| 2. | 26 tháng 6 năm 2016  | Sân vận động Pierre-Mauroy, Lille, Pháp               | Slovakia    | 3–0       | 3–0     | Euro 2016                |
| 3. | 11 tháng 10 năm 2016 | Niedersachsenstadion, Hanover, Đức                    | Bắc Ireland | 1–0       | 2–0     | Vòng loại World Cup 2018 |
| 4. | 10 tháng 6 năm 2017  | Nürnbergstadion, Nuremberg, Đức                       | San Marino  | 1–0       | 7–0     | Vòng loại World Cup 2018 |
| 5. | 19 tháng 6 năm 2017  | Sân vận động Olympic Fisht, Sochi, Nga                | Úc          | 2–1       | 3–2     | Confed Cup 2017          |
| 5. | 4 tháng 9 năm 2017   | Mercedes-Benz Arena, Stuttgart, Đức                   | Na Uy       | 2–0       | 6–0     | Vòng loại World Cup 2018 |
| 6. | 7 tháng 10 năm 2020  | Sân vận động RheinEnergie, Cologne, Đức               | Thổ Nhĩ Kỳ  | 1–0       | 3–3     | Giao hữu                 |

## Danh hiệu

### Câu lạc bộ
Schalke 04
- DFB-Pokal (1): 2010–11
- Siêu cúp bóng đá Đức (1): 2011

Paris Saint-Germain
- Coupe de France: 2016–17
- Coupe de la Ligue: 2016–17

### Đội tuyển quốc gia
- FIFA World Cup (1): 2014
- Cúp Liên đoàn các châu lục (1): 2017

### Cá nhân
- Huy chương Fritz Walter: Huy chương Vàng lứa tuổi U-18 năm 2011[53]
- Giải thưởng Bàn thắng của năm do khán thính giả Sportschau bình chọn: 2013 (đồng nhận giải với Raúl González)[54]
- Cầu thủ xuất sắc nhất Cúp Liên đoàn các châu lục 2017
- Cầu thủ xuất sắc nhất trận Đức - Slovakia tại Euro 2016 ngày 26 tháng 6 năm 2016.

## Cuộc sống cá nhân
Anh là học sinh của trường Heisenberg-Gymnasium tại Gladbeck trước khi chuyển đến học tại trường Gesamtschule Berger Feld năm 2011. Anh là cổ động viên của Schalke 04 từ bé sau khi cùng cha đến xem các trận đấu của câu lạc bộ này.